# 吉川英治
吉川 英治（よしかわ えいじ、1892年〈明治25年〉8月11日 - 1962年〈昭和37年〉9月7日）は、日本の小説家。本名：吉川 英次（よしかわ ひでつぐ）。現在の神奈川県横浜市中区出身。文化功労者、文化勲章受章者。位階・勲等は従三位・勲一等。
様々な職についたのち作家活動に入り、『鳴門秘帖』などで人気作家となる。1935年（昭和10年）より連載が始まった『宮本武蔵』は多くの読者を獲得し、大衆小説の代表的な作品となった。戦後は『新・平家物語』、『私本太平記』などの大作を執筆。幅広い読者層に親しまれ「国民文学作家」と呼ばれた。宝塚市千種の地名の名付け親。

## 経歴

### 生い立ち
1892年（明治25年）8月11日（戸籍面は13日）、神奈川県久良岐郡中村根岸（現在の横浜市中区山元町2丁目18番地付近）に、旧小田原藩士・吉川直広、イクの次男として生まれた。自筆年譜によると出生地は中村根岸となっている。
父・直広は県庁勤務の後小田原に戻り、箱根山麓で牧畜業を営みさらに横浜へ移って牧場を拓く。イクとは再婚で、先妻との間に兄正広がいた。英治が生まれた当時、直広は牧場経営に失敗し、寺子屋のような塾を開いていた。その後、貿易の仲買人のようなことを始め、高瀬理三郎に見出されて横浜桟橋合資会社を設立。一時期安定するが、直広が高瀬と対立し、裁判を起こし敗訴すると刑務所に入れられ、出所後は生活が荒れ、家運が急激に衰えていく。
山内尋常高等小学校に入学。当時騎手の馬屋に近く、将来は騎手になることを考えていた。また10歳の頃から雑誌に投稿をするようになり、時事新報社の『少年』誌に作文が入選した。家運が衰えたのはこの頃で、異母兄と父との確執もあり、小学校を中退。いくつもの職業を転々としつつ、独学した。18歳の時、年齢を偽って横浜ドックの船具工になったが、ドックで作業中船底に墜落、重傷を負う。

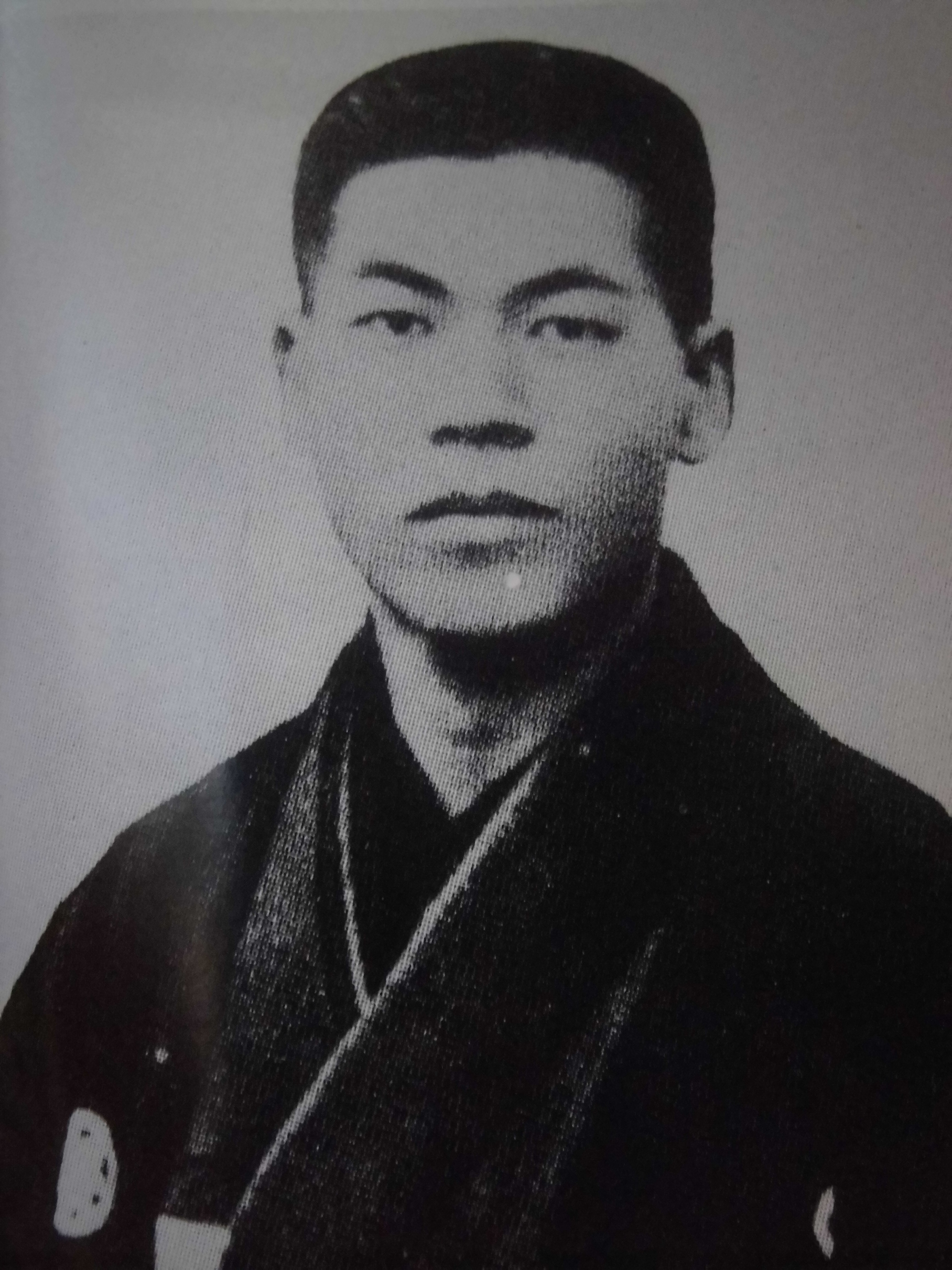
東京毎夕新聞社記者時代
1921年（大正10年） - 1923年（大正12年）

### 人気作家への道

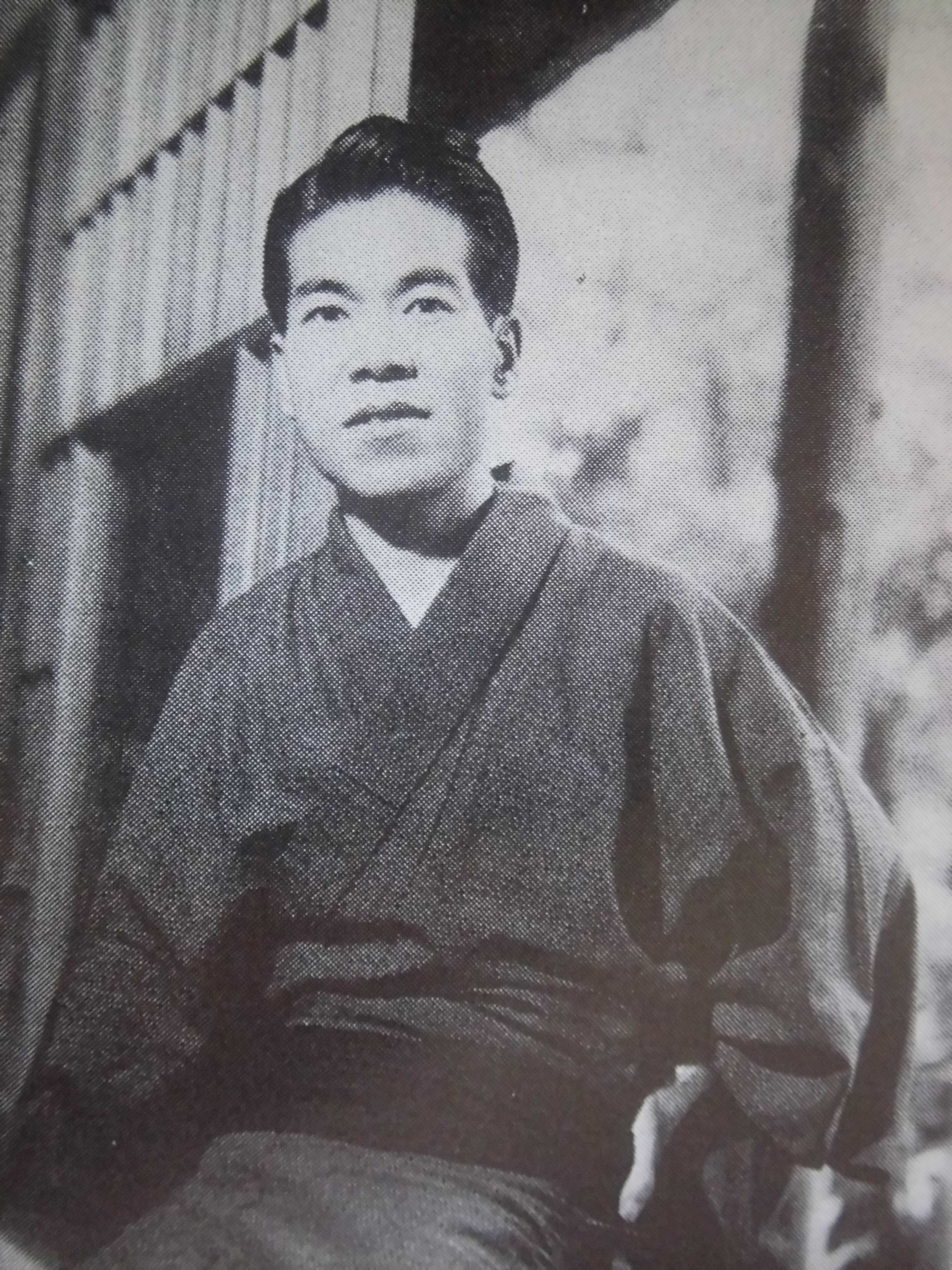
『神州天馬侠』執筆のころ下落合の家にて
1925年（大正14年）

1910年（明治43年）に上京、象嵌職人の下で働く。浅草に住み、この時の町並みが江戸の町を書くにあたって非常に印象に残ったという。またこの頃から川柳を作り始め、井上剣花坊の紹介で『大正川柳』に参加する。
1914年（大正3年）、『江の島物語』が『講談倶楽部』誌に3等当選（吉川雉子郎の筆名）するが、生活は向上しなかった。のちに結婚する赤沢やすを頼って大連へ行き、貧困からの脱出を目指したが変わらず、この間に書いた小説3編が講談社の懸賞小説に入選。
1921年（大正10年）に母が没すると、翌年より東京毎夕新聞社に入り、次第に文才を認められ『親鸞記』などを執筆する。関東大震災により東京毎夕新聞社が解散すると、作品を講談社に送り様々な筆名で発表し、『剣魔侠菩薩』を『面白倶楽部』誌に連載、作家として一本立ちする。
1925年（大正14年）より創刊された『キング』誌に連載し、初めて吉川英治の筆名を使った『剣難女難』で人気を得た。この時本名の「吉川英次」で書くように求められたが、作品が掲載される際に出版社が名を「英治」と誤植してしまったのを本人が気に入り、以後これをペンネームとするようになった。キング誌は講談社が社運をかけた雑誌だが、新鋭作家・吉川英治はまさに期待の星であり、『坂東侠客陣』『神洲天馬侠』の2長編を発表し、多大な読者を獲得した。
執筆の依頼は増え、毎日新聞からも要請を受け、阿波の蜂須賀重喜の蟄居を背景とした作品『鳴門秘帖』を完成させた。これを収録した『現代大衆文学全集』もよく売れ、また作品も多く映画化された。

### 『宮本武蔵』の誕生

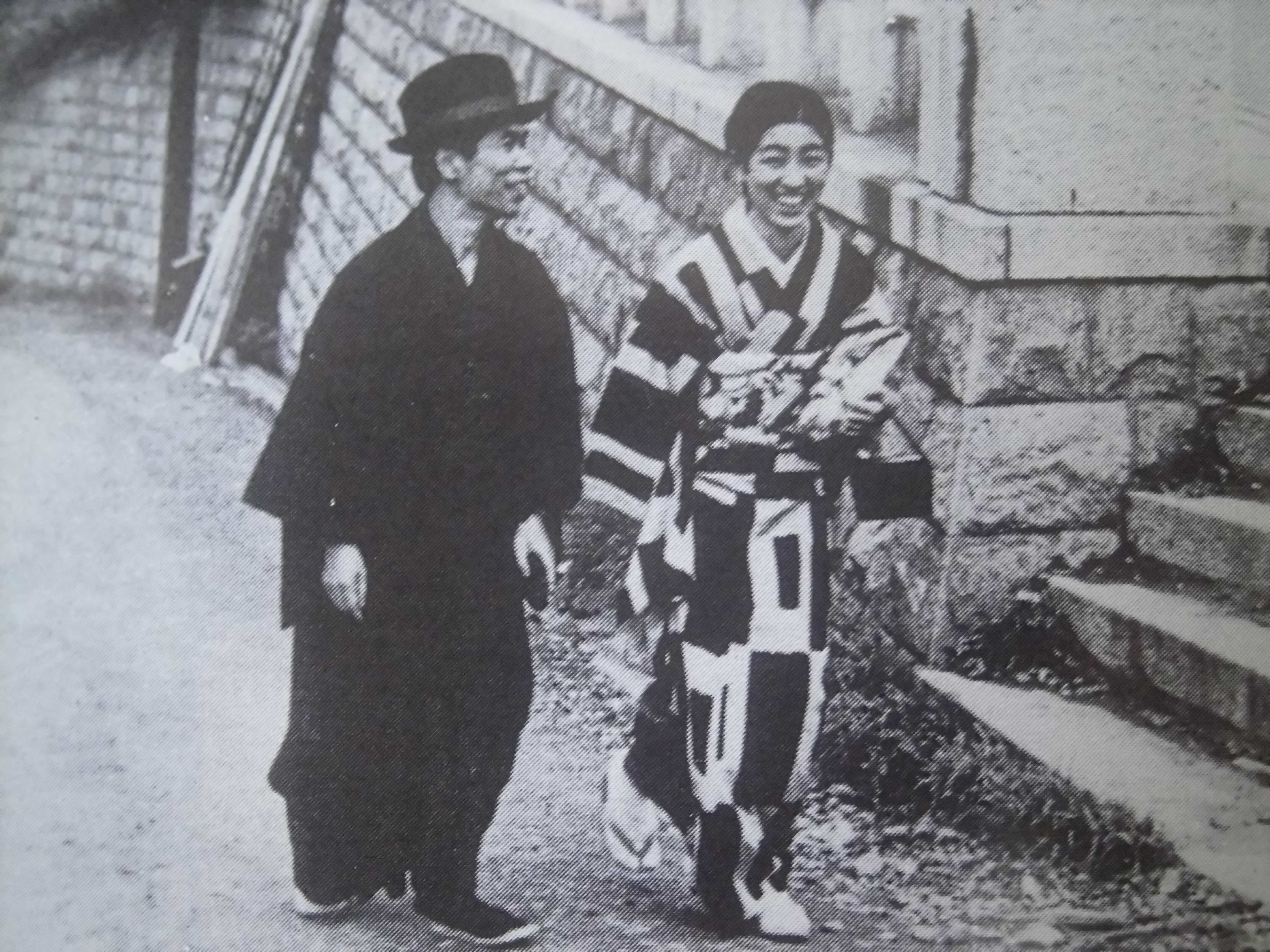
英治夫妻。1937年（昭和12年）

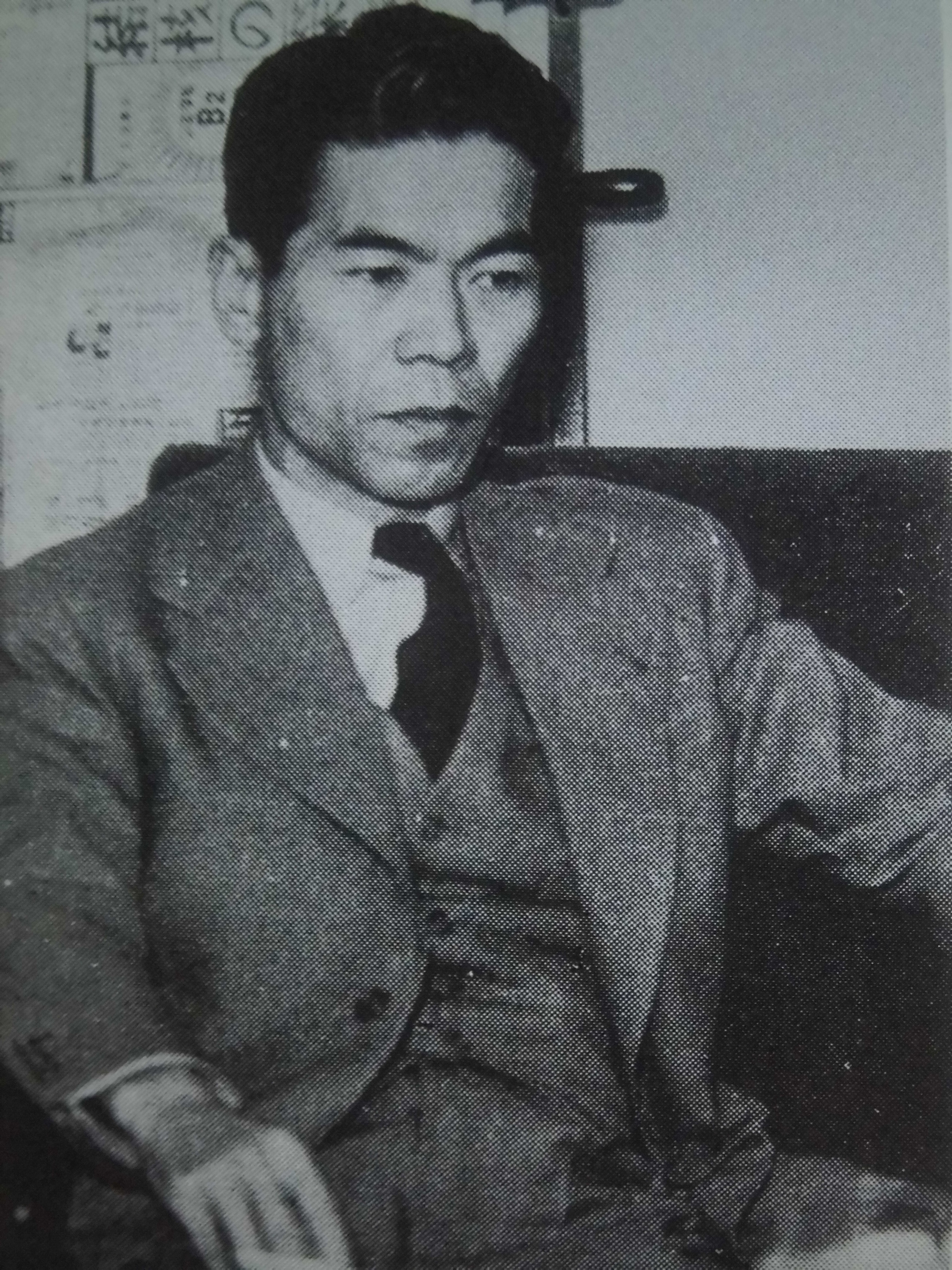
1939年（昭和14年）夏

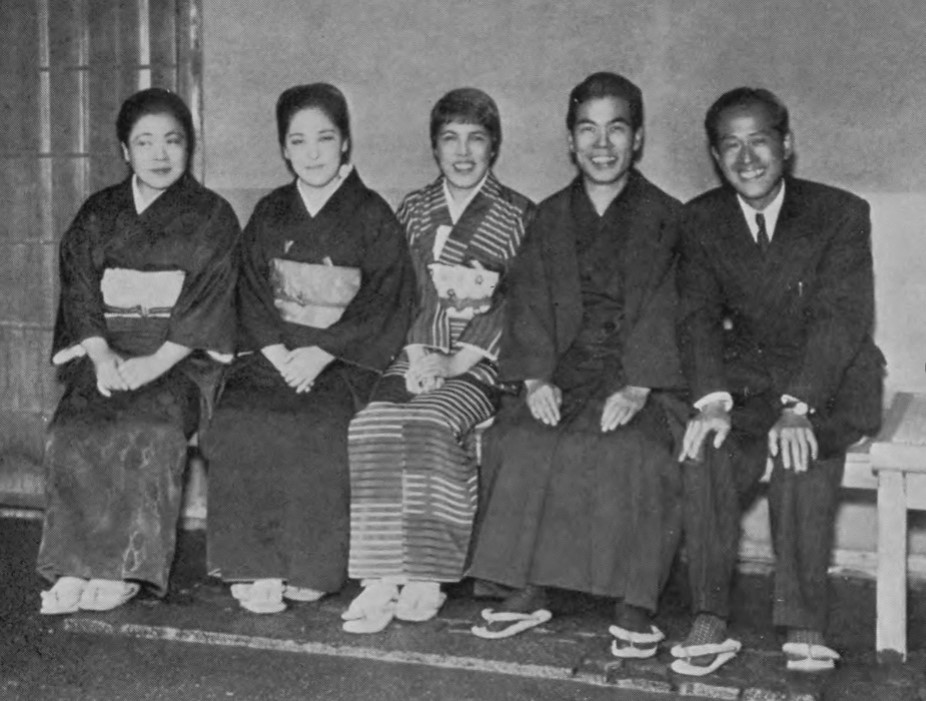
左から一人おいて、森田たま、吉屋信子、吉川英治、川口松太郎。1941年（昭和16年）、鎌倉市にて。

こうして巨額な印税が入ったが、貧しいときから寄り添っていた妻やすは、この急激な変化についていけず、次第にヒステリーになっていく。これを危惧し、印税を新居に投じ、さらに養女を貰い家庭の安定を図った。こののち、『万花地獄』『花ぐるま』といった伝奇性あふれる小説や、『檜山兄弟』『松のや露八』などの維新ものを書く。
しかし妻のヒステリーに耐えかね、1930年（昭和5年）の春に半年ほど家出し、この間『かんかん虫は唄ふ』などが生まれた。この頃から服部之総と交友を結ぶ。
1933年（昭和8年）、全集の好評を受け、大衆文学の研究誌・衆文を創刊、1年続き純文学に対抗する。松本学の唱える文芸懇談会の設立にも関わり、また青年運動を開始し、白鳥省吾・倉田百三らと東北の農村を回り講演を開いた。
1935年（昭和10年）、『親鸞』を発表。同年の8月23日から『宮本武蔵』の連載を始め、これが新聞小説史上かつてない人気を得、4年後の1939年（昭和14年）7月21日まで続いた。剣禅一如を目指す求道者・宮本武蔵を描いたこの作品は、太平洋戦争下の人心に呼応し、大衆小説の代表作となる。
1937年（昭和12年）、やすと離婚、池戸文子と再婚する。1939年2月より『新書太閤記』を連載。7月の『宮本武蔵』完結後、8月より『三国志』を連載。個人を追究したものから、2作品は人間全体を動かす力を描こうとしているのがうかがえる。『宮本武蔵』終了後も、朝日新聞からは連載の依頼が続き、『源頼朝』『梅里先生行状記』など歴史に名を残す人物を描いた作品を発表した。
1941年（昭和16年）12月24日、大政翼賛会の肝いりで開催された文学者愛国大会では、大会の締めに「皇軍へ感謝するの文」を読み上げるなど時流に合わせた活動も行った。1942年（昭和17年）、海軍軍令部の勅任待遇の嘱託となり、海軍の戦史編纂に携わった。山口多聞、加来止男の戦死を受けて、「提督とその部下」を朝日新聞に執筆し、安田義達の戦死後は「安田陸戦隊司令」を毎日新聞夕刊に連載している。同年12月21日、司法委員の一人として千葉刑務所干潟作業場を視察。講演を行った。またこの年には日本文学報国会理事に就任した。

### 敗戦後の活動
敗戦後は、その衝撃から筆を執る事ができなくなってしまった。親友の菊池寛の求めでようやく書き始め、『高山右近』『大岡越前』で本格的に復活する。ただしこの頃、『宮本武蔵』の版権をめぐって講談社と六興出版（英治の弟晋が勤めていた）との間で騒動が起きた。
1949年4月11日、東京財務局が発表した所得番付では、作家の中では最高額の250万円を記録している。
1950年（昭和25年）4月より、『週刊朝日』にて敗れた平家と日本の姿を重ねた『新・平家物語』の連載を開始する。連載7年におよぶ大作で、この作品で第1回菊池寛賞（1953年）を受賞。また『文藝春秋』からの強い要望で、1955年（昭和30年）より自叙伝『忘れ残りの記』を連載。なお、この頃身を隠していた辻政信に会い、逃亡資金を渡している。『新・平家物語』終了後は、『私本太平記』『新・水滸伝』を連載する。『私本太平記』は、従来逆賊といわれてきた足利尊氏の見方を改めて描く。
1960年（昭和35年）、文化勲章を受章。しかし通俗作家と見なされ、芸術院には入れなかった。

### 死去
『私本太平記』の連載終了間際に肺癌にかかり、翌年夏に悪性腫瘍が転移し悪化。1962年（昭和37年）9月7日、肺癌のため築地の国立がん研究センター中央病院で死去。享年70歳。法名は、崇文院殿釋仁英大居士。贈従三位（没時叙位）、贈勲一等瑞宝章（没時叙勲）。

## 年譜

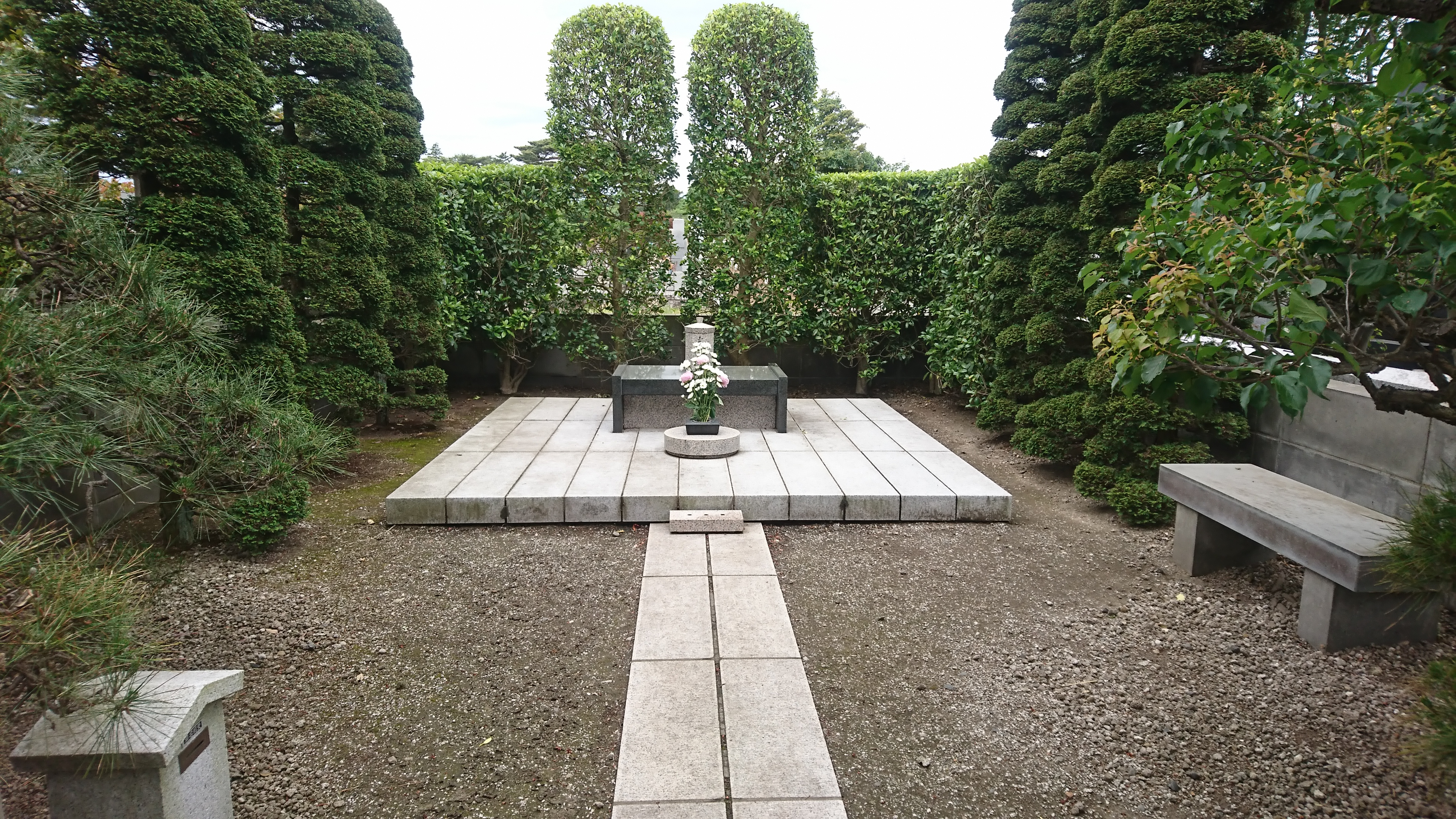
多磨霊園にある吉川英治の墓

- 1892年（明治25年） - 神奈川県久良岐郡中村根岸（現・横浜市中区）に生誕。
- 1898年（明治31年） - 横浜市千歳町の私立山内尋常高等小学校に入学。
- 1900年（明治33年） - 横浜市清水町に移転し太田尋常高等小学校に転校。
- 1903年（明治36年） - 家運傾き小学校を中退。
- 1909年（明治42年） - 年齢を偽って横浜ドック船具工となる。
- 1910年（明治43年） - 上京。菊川町（現在の墨田区立川4丁目）のラセン釘工場の工員なる[7]。
- 1911年（明治44年） - 蒔絵師の家に住み込み徒弟となる。また川柳の世界に入り、雉子郎（きじろう）の筆名で作品を発表。
- 1914年（大正3年） - 三越百貨店が各種文芸を募集した「文芸の三越」の川柳部門で応募作が一等に当選。講談倶楽部に投稿した「江の島物語」が一等に当選。
- 1921年（大正10年） - 旅先から応募していた講談社の懸賞小説三篇入選。山崎帝國堂広告文案係を経て暮れに東京毎夕新聞社入社。
- 1923年（大正12年） - 人気芸妓だった赤沢やすと結婚。関東大震災を機に、文学で生計を立てることを決意する。
- 1925年（大正14年） - 『キング』誌が創刊され『剣難女難』を連載、人気を得る。初めて吉川英治の筆名を使う。
- 1926年（大正15年） - 『鳴門秘帖』を連載。大人気となり、時代小説家として大衆文学界の新鋭となる。
- 1930年（昭和5年） - 現代小説『かんかん虫は唄ふ』を『週刊朝日』に連載。このころから『貝殻一平』や『松のや露八』などの維新物を発表しはじめる。
- 1935年（昭和10年） -『宮本武蔵』の連載を開始。
- 1937年（昭和12年） - 日中戦争勃発。『毎日新聞』の特派員として現地を視察。旅行中やすとの離婚成立。料理屋で働いていた池戸文子と結婚。文子16歳、英治45歳の歳の差夫婦だった。
- 1938年（昭和13年） - ペンの部隊として南京、漢口作戦に従軍。『三国志』の執筆開始。
- 1944年（昭和19年） - 西多摩郡吉野村（現在の青梅市）に疎開、疎開地が後に記念館になる。
- 1945年（昭和20年） - 終戦とともに一時執筆活動を休止。
- 1947年（昭和22年） - 執筆再開。
- 1948年（昭和23年） - 『高山右近』を『読売新聞』に連載。
- 1950年（昭和25年） - 『新・平家物語』を『週刊朝日』に連載。
- 1953年（昭和28年） - 『新・平家物語』で第1回菊池寛賞受賞。
- 1956年（昭和31年） - 『新・平家物語』で朝日文化賞受賞。
- 1960年（昭和35年） - 文化勲章受章。
- 1962年（昭和37年） - 毎日芸術賞受賞。癌が悪化、死去。
- 2013年（平成25年） - 前年が没50年の年であり、元日をもって当時の著作権法に従い著作権が消滅、作品がパブリックドメインとなる。青空文庫などで多数の作品が公開された。

## 著作
著作の情報は尾崎 & 永井 (1985, p. 111)を参照。すべての著作権が終了し、パブリックドメインとなっている。

### 全集
- 『吉川英治全集』（平凡社：全18巻、講談社：旧版全56巻、新版全58巻）
- 『吉川英治文庫』（講談社文庫：全161巻）
- 『吉川英治歴史時代文庫』（講談社文庫：全85巻）

### 単行本
- 『親鸞記』東京毎夕新聞社、1923年1月。
- 『坂東侠客陣』大日本雄辯會講談社、1926年11月。
- 『神州天馬侠』全3巻（1926年11月 - 1929年1月、大日本雄辯會講談社）
  1. 『神州天馬侠』 第1巻、大日本雄辯會講談社、1926年11月。
  2. 『神州天馬侠』 第2巻、大日本雄辯會講談社、1927年10月15日。NDLJP:1873879。
  3. 『神州天馬侠』 第3巻、大日本雄辯會講談社、1929年1月。
- 『剣難女難』大日本雄辯會講談社、1926年12月。
- 『鳴門秘帖』全2巻（1927年3月 - 1933年11月、大阪毎日新聞社・東京日日新聞社）
  1. 『鳴門秘帖』 前編、大阪毎日新聞社・東京日日新聞社、1927年3月10日。NDLJP:1191530。
  2. 『鳴門秘帖』 後編、大阪毎日新聞社・東京日日新聞社、1933年11月。
- 『ひよどり草紙』大日本雄辯會講談社、1927年9月。
- 『万花地獄』平凡社、1929年6月。
- 『江戸三国志』全3巻（1927年7月 - 1929年4月、大日本雄辯會講談社）
- 『貝殻一平』全2巻（1929年12月 - 1930年4月、先進社）
  1. 『貝殻一平』 上巻、先進社、1929年12月。
  2. 『貝殻一平』 下巻、先進社、1930年4月12日。NDLJP:1184840。
- 『女来也』先進社、1930年4月。
- 『龍虎八天狗』全4巻（1929年8月 - 1931年6月、博文館）
  1. 『龍虎八天狗』 第1巻、博文館、1929年8月。
  2. 『龍虎八天狗』 第2巻、博文館、1929年12月16日。NDLJP:1028716。
  3. 『龍虎八天狗』 第3巻、博文館、1930年6月23日。NDLJP:1033657。
  4. 『龍虎八天狗』 第4巻、博文館、1931年6月24日。NDLJP:1034407。
- 『飢えたる彰義隊』新潮社、1930年9月。
- 『恋ぐるま』大日本雄辯會講談社、1931年3月。
- 『江戸城心中』全2巻（1931年6月 - 7月、先進社）
  1. 『江戸城心中』 第1巻、先進社、1931年6月16日。NDLJP:1216467。
  2. 『江戸城心中』 つゞき、先進社、1931年7月13日。NDLJP:1223487。
- 『かんかん虫は唄ふ』春陽堂、1932年7月9日。NDLJP:1110166。
- 『檜山兄弟』全2巻（1932年7月 - 1933年3月、新潮社）
- 『雲霧閻魔帳』新潮社、1933年5月15日。NDLJP:1214760。
- 『燃える富士』新潮社、1934年4月。
- 『女人曼荼羅』中央公論社、1934年5月3日。NDLJP:1213481。
- 『桜田事変』改造社、1934年12月。
- 『あるぷす大将』改造社、1934年12月。
- 『松のや露八』新潮社、1935年4月。
- 『草思堂随筆』新英社、1935年9月20日。NDLJP:1233470。
- 『自選傑作集』新英社、1935年10月17日。NDLJP:1238394。
- 『遊戯菩薩』新英社、1935年11月20日。NDLJP:1232320。
- 『青空士官』新英社、1936年1月20日。NDLJP:1214138。
- 『胡蝶陣』湯川弘文社、1936年2月。
- 『右近・左近』大日本雄弁会講談社、1936年5月。
- 『宮本武蔵』全6巻（1936年5月 - 1939年9月、大日本雄弁会講談社）（1949年3月 - 1950年4月、六興出版）
佐々木小次郎との巌流島の決闘までを描く長編。それまで講談の主人公だった宮本武蔵に、書生的な求道者との解釈を加える。登場人物は幼馴染の又八や武蔵を慕うお通、沢庵、お甲・朱実母子など。宝蔵院や柳生石舟斎、本阿弥光悦などとの出会いを通しての武蔵の人間的成長を主軸に、吉岡一門や佐々木小次郎、対決に介入する柳生一門などとの対決を描く。
- 『現代青年道』新英社、1936年7月20日。NDLJP:1228632。
- 『恋山彦』新英社、1936年8月。
- 『野槌の百』新小説社、1936年9月25日。NDLJP:1257233。
- 『新編忠臣蔵』全2巻（1936年12月、新潮社）
  1. 『新編忠臣蔵』 上巻、新潮社、1936年12月。
  2. 『新編忠臣蔵』 下巻、新潮社、1936年12月12日。NDLJP:1025741。
- 『窓辺雑草』育生社、1938年7月5日。NDLJP:1256169。
- 『親鸞』全2巻（1938年7月 - 11月、大日本雄弁会講談社）
  1. 『親鸞』 天の巻、大日本雄弁会講談社、1938年7月25日。NDLJP:1255753。
  2. 『親鸞』 地の巻、大日本雄弁会講談社、1938年11月。
- 『無明夕明』興亜書房、1939年3月。
- 『悲願三代塔』大日本雄弁会講談社、1939年6月。
- 『随筆宮本武蔵』朝日新聞社、1939年7月。
- 『かんかん虫は唄ふ』朝日新聞社、1939年8月6日。NDLJP:1108216。
- 『江戸長恨歌・恋易者』非凡閣、1939年10月16日。NDLJP:1023469。
- 『柳生月影抄』朝日新聞社、1939年11月。
- 『茶漬三略』朝日新聞社、1939年12月。
- 『三国志』全14巻（1940年5月 - 1946年9月、大日本雄弁会講談社）
中国の後漢末から三国時代の歴史物語を『三国志演義』に基づき、悪役扱いだった曹操を魅力的に描くなど人物描写に新たなる解釈を加えたり、戦闘場面を簡略化させるなどして描いてゆく。作品全体が日本人好みにアレンジされ、江戸期の湖南文山『通俗三国志』に代わって日本の三国志物のスタンダードともいうべき地位を得た。
- 『天兵童子』全2巻（1940年6月 - 8月、大日本雄弁会講談社）
  1. 『天兵童子』 上巻、大日本雄弁会講談社、1940年6月。
  2. 『天兵童子』 下巻、大日本雄弁会講談社、1940年8月20日。NDLJP:1717174。
- 『源頼朝』全2巻（1940年12月 - 1941年3月、朝日新聞社）
  1. 『源頼朝』 上巻、朝日新聞社、1940年12月。
  2. 『源頼朝』 下巻、朝日新聞社、1941年3月20日。NDLJP:1136021。
- 『新書太閤記』全9巻（1941年4月 - 1945年2月、新潮社）、全11巻（1950年 - 1951年、六興出版）
- 『梅里先生行状記』全2巻（1941年9月 - 11月、朝日新聞社）
徳川光圀を描く。
- 『虚無僧系図』文林道双魚房、1941年11月。
- 『梅颸の杖』春陽堂書店、1941年12月。
頼山陽を描く。梅颸とは山陽の母の頼梅颸。
- 『日本名婦伝』全国書房、1942年1月20日。NDLJP:1136020。
- 『上杉謙信』朝日新聞社、1942年9月。
謙信を領土欲を持たない義戦を貫いた武将として描いている。永禄4年の川中島の戦いがクライマックス。近年の調査によって新たに判明した史実が反映されていないため、歴史的には決して正しいとはいえないものの、作品評価は高く、現在でも版を重ね続けている。
- 『南方紀行』全国書房、1943年1月。
- 『剣の四君子』全国書房、1943年4月。
- 『黒田如水』朝日新聞社、1943年11月。
- 『高山右近』全2巻（1949年6月、読売新聞社）
- 『大岡越前』同志社、1950年1月。
- 『新・平家物語』全24巻（1951年6月 - 1957年5月、朝日新聞社）
- 『平の将門』六興出版、1952年12月。
- 『折々の記』六興出版、1953年12月。
- 『忘れ残りの記』文藝春秋新社、1957年7月。
- 『随筆新平家』朝日新聞社、1958年6月。
- 『私本太平記』全13巻（1959年3月 - 1962年3月、毎日新聞社）
- 『新・水滸伝』全6巻（1960年11月 - 1963年2月、講談社）
諸作品で、不動の地位を得た吉川が生涯の最期に、『三国志』と並び広く読まれた演義小説の一つ『水滸伝』を、自己流に解釈した意欲作。円熟した筆致と軽妙洒脱な物語の展開は、吉川文学の完成された姿をみせているが、未完の絶筆となった。とはいえ、梁山泊に百八星が集った直後、原作の120回の73回あたり（事実上70回本での完結）での終了で、物語展開では区切りに至っており十分に読ませる作品である。
- 『随筆私本太平記』毎日新聞社、1963年3月。

## 映像化作品

### 映画
- 御誂治郎吉格子（1928年）
- 牢獄の花嫁 前篇（1931年）
- 牢獄の花嫁 解決篇（1931年）
- 御誂次郎吉格子（1931年）
- 春秋編笠ぶし（1932年）
- 神変麝香猫 悲願復讐篇（1932年）
- 神変麝香猫 大江戸戦慄篇（1932年）
- 神変麝香猫 火焔解決篇（1932年）
- 江戸城心中 前篇（1933年）
- 江戸城心中 後篇（1933年）
- 燃える富士 東海散華の巻（1933年）
- 燃える富士 王道戦花の巻（1933年）
- 燃える富士 修羅暁闇の巻（1933年）
- 雲霞閻魔帳 前篇 春秋緑林篇（1934年）
- 雲霞閻魔帳 後篇 流星（1934年）
- 野火の兄弟（1934年）
- 恋山彦 風雲の巻（1937年）
- 恋山彦 怒濤の巻（1937年）
- 牢獄の花嫁 前篇（1939年）
- 牢獄の花嫁 解決篇（1939年）
- 天兵童子 第一話 幼き英雄（1941年）
- 天兵童子 第二話 日本の子（1941年）
- 柳生月影抄（1941年）
- 天兵童子 第三話（1941年）
- 天兵童子 第四話 甦る力（1941年）
- 梅里先生行状記 龍神剣（1942年）
- 千両肌（1950年）
- 悲恋華（1950年）
- 阿修羅判官（1951年）
- 万花地獄（1951年）
- 平安群盗伝 袴だれ保輔（1951年）
- 剣難女難 女心伝心の巻（1951年）
- 剣難女難 剣光流星の巻（1951年）
- 御誂 治郎吉格子（1952年）
- 柳生の兄弟（1952年）
- ひよどり草紙（1952年）
- ひよどり草紙（1954年）
- 竜虎八天狗 第一部 水虎の巻（1954年）
- 竜虎八天狗 第二部 火竜の巻（1954年）
- 竜虎八天狗 第三部 鳳凰の巻（1954年）
- 竜虎八天狗 完結篇 追撃の巻（1954年）
- 月笛日笛 第一篇 月下の若武者（1955年）
- 月笛日笛 第二篇 白馬空を飛ぶ（1955年）
- 月笛日笛 第三篇 千丈ケ原の激斗（1955年）
- 麝香屋敷（1955年）
- 浪人吹雪（1955年）
- 天兵童子 第一篇 波濤の若武者（1955年）
- 虚無僧系図（1955年）
- 天兵童子 第二篇 高松城の密使（1955年）
- 天兵童子 完結篇 日の丸初陣（1955年）
- 牢獄の花嫁（1955年）
- かんかん虫は唄う（1955年）
- 隠密七生記 剣雲碓氷峠の乱陣（1956年）
- 続隠密七生記 龍攘虎搏の決戦（1956年）
- 江戸三国志（1956年）
- 江戸三国志 疾風篇（1956年）
- 江戸三国志 完結迅雷篇（1956年）
- 勤王？佐幕？女人曼陀羅（1956年）
- 続勤王？佐幕？女人曼陀羅（1956年）
- 修羅時鳥（1957年）
- さけぶ雷鳥（1957年）
- さけぶ雷鳥 第二部（1957年）
- さけぶ雷鳥 解決篇（1957年）
- 黄金の伏魔殿（1957年）
- 神変麝香猫（1958年）
- 隠密七生記（1958年）
- 恋山彦（1959年）
- 親鸞（1960年）
- 続 親鸞（1960年）
- 裁かれる越前守（1962年）
- 雲切獄門帖（1963年）

## 家族・親族

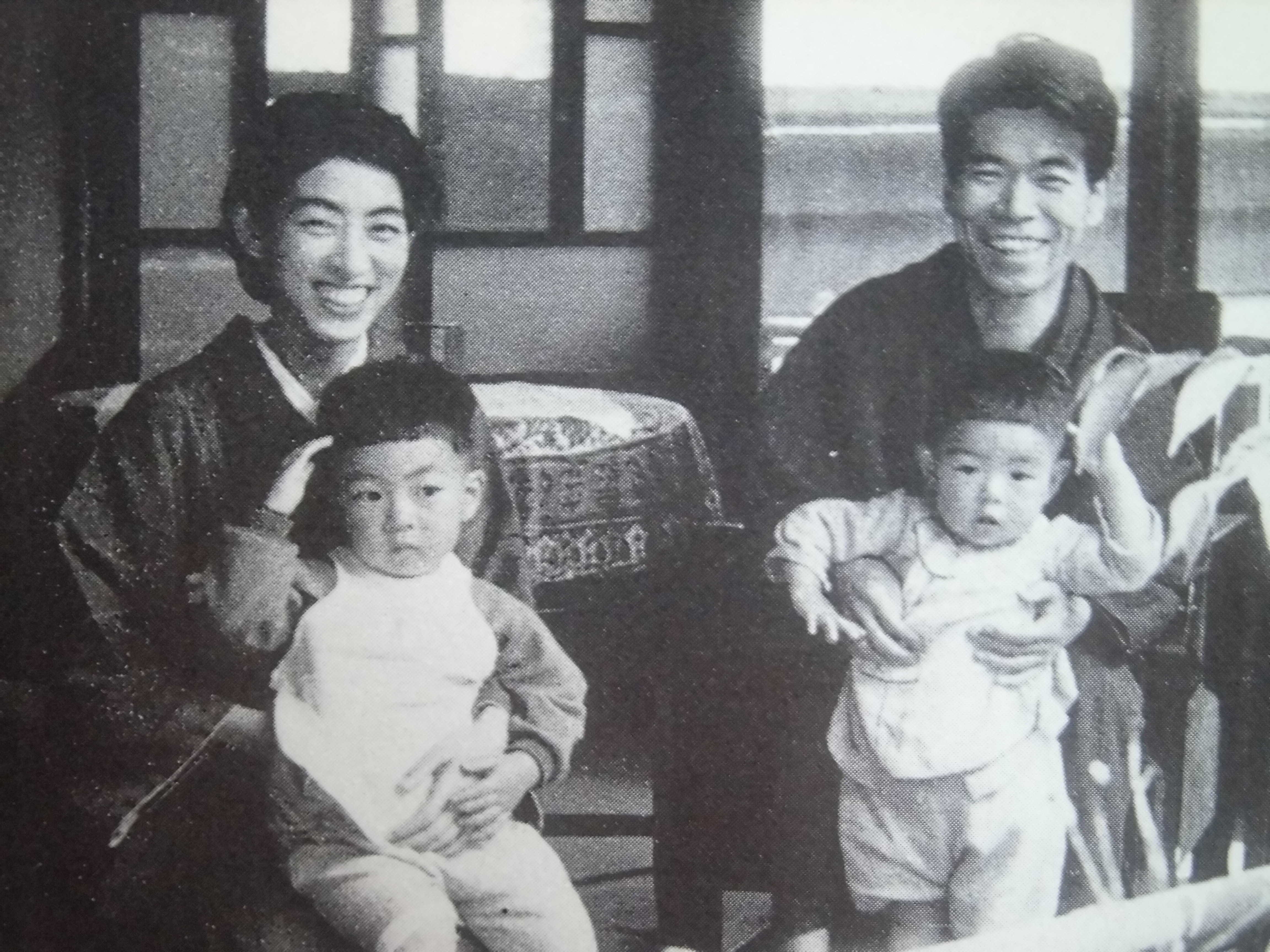
長男英明を抱く文子と次男英穂を抱く英治（1941年）

- 妻 やす、文子
  - 長男 英明
  - 二男 英穂
  - 長女 曙美
  - 二女 香屋子
  - 養女 園子 - 東京大空襲で戦災死。

## 系譜
吉川家は江戸時代、小田原藩の下級武士であり祖父・銀兵衛は徒士並五石二人扶持で根府川番所につとめた。元々は「きっかわ」とよんだと吉川英治は語っている（『忘れ残りの記』）。
```
銀右衛門━銀右衛門━銀右衛門・・・勇助━銀兵衛━直広━┳英次━┳英明
　　　　　　　　　　　　　　　　　　　　　　　　　　　┣くに　┣英穂
　　　　　　　　　　　　　　　　　　　　　　　　　　　┣きの　┣曙美
　　　　　　　　　　　　　　　　　　　　　　　　　　　┣かゑ　┣香屋子
　　　　　　　　　　　　　　　　　　　　　　　　　　　┣素助　┗園子
　　　　　　　　　　　　　　　　　　　　　　　　　　　┣はま
　　　　　　　　　　　　　　　　　　　　　　　　　　　┣きく
　　　　　　　　　　　　　　　　　　　　　　　　　　　┣ちよ
　　　　　　　　　　　　　　　　　　　　　　　　　　　┣すえ
　　　　　　　　　　　　　　　　　　　　　　　　　　　┗晋

```

## 記念施設
吉川英治記念館
疎開先だった東京都青梅市に、1977年に開設された吉川英治記念館がある（入館者減少により、公益財団法人吉川英治国民文化振興会の開設としては2019年3月20日をもって一旦閉館休止、2020年9月7日に青梅市の施設「青梅市吉川英治記念館」として再開館した）。
吉川英治記念館の旧吉川英治邸（草思堂）については、2023年2月27日付官報で国の登録有形文化財（建造物）として登録された。
旧吉川邸
東京都港区赤坂にあった旧吉川邸は講談社の所有となり（同社での企画出版のための）泊まり込みでの執筆や、座談・打ち合わせに使用された。
吉川英治の道
吉川英治の母方の郷里である千葉県佐倉市には吉川英治の道が整備されており、吉川英治の歌碑や吉川英治母の里碑がある。
文学碑
- 吉川英治文学碑（神奈川県横浜市南区唐沢） - 吉川英治が幼少期を過ごした場所で、小説にも登場する1890年創業の園芸会社である横浜植木に建立され2024年9月7日に除幕式が行われた[12]。
- 吉川英治文学碑（広島県呉市警固屋） - 1950年（昭和25年）12月に吉川英治が小説「新平家物語」の取材に音戸の瀬戸を訪れたことを記念して音戸の瀬戸公園内に建立された[13]。

## エピソード

### 馬主
1956年（昭和31年）までは競走馬の馬主としても有名だった。馬主となったのは1939年（昭和14年）で、親友でやはり馬主だった菊池寛に勧められて馬主となったものであるが、特に戦後には数々の有力馬を所有していたことで名高い。中でもケゴンは1955年（昭和30年）の第15回皐月賞を優勝している。他にもケゴンの全姉でスプリングステークスなど重賞5勝の牝馬チエリオなどがいる。
しかし、1956年（昭和31年）の第23回東京優駿（日本ダービー）で、出走した愛馬エンメイが1コーナーで発生した混乱に巻き込まれて落馬・転倒する事故が起き、エンメイは脚部骨折のために予後不良と診断され殺処分となり、鞍上だった阿部正太郎騎手も騎手生命を絶たれる瀕死の重傷を負った。当日の吉川は仕事のために大阪におり、競馬場で直接事故を目撃したわけではなく、事故に対して勿論吉川は一切非が無かったのだが、この一件で大きなショックを受け、程なく競馬の世界からすっぱりと手を引いてしまい、二度と戻ることは無かった。
その後の吉川は、当時は体調が優れなかったこともあり医師の勧めでゴルフを始め、これが競馬に代わる晩年の趣味となったという。

### 船橋屋
吉川は執筆に疲れたときに、軽食として黒蜜を塗ったパンを食べていた。方々の黒蜜を試した結果、葛餅の老舗として知られる亀戸の船橋屋の黒蜜が気に入り、以降船橋屋との縁ができ、1953年（昭和28年）には船橋屋から看板の揮毫を依頼された。吉川はそれまで看板に使うような大きな文字を書いたことがなかったが、これを大きな文字を書く最初で最後の機会として引き受け、翌年の1954年（昭和29年）1月2日に書いた文字を贈った。現在、船橋屋は吉川の揮毫による看板を本店の喫茶室に飾っている。

### 軽井沢
他の多くの文士と同様、長野県軽井沢町に別荘を所有していた。文士仲間とのゴルフにも興じた。近所の三笠宮崇仁親王の別荘に招かれたこともあった。また吉川は夏だけでなく秋まで滞在していたようで、「人がいなくなってから、高原はほんとうに高原のよさを見せてくる」などと随筆に記している。
軽井沢での交友関係は以下の通り。
「秋というと、近所隣も、みな空家ばかりだが、夏の軽井沢は、人間離れどころではない。ジャーナリズム網も張られているので、雑魚のぼくらまで御難にかかる。放送、座談会、対談、口述、写真、訪問記など、いやおうなく、現地徴用にひっかかる。また友人たちにもしきりに会った。池島信平氏、獅子文六氏、立野信之氏、舟橋聖一氏、服部之総氏、松本新八郎氏、野村胡堂氏、石坂洋次郎氏、佐佐木茂索氏、川口松太郎氏、村山知義氏。かぞえきれない。とくに珍客は、嘉治隆一氏が、おりふし夏季講座に来ていたハアヴアド大学で文学専攻のミラア教授夫妻を案内されたことだった。短期間だったが、ミラア教授とのはなしは非常におもしろかった。嘉治氏がそのときの印象を十一月号の小説公園に書いている。笠信太郎氏、浦松佐美太郎氏などがみえたときは、土地の正宗白鳥氏だの、梅原龍三郎画伯、横山美智子氏、川口氏、野村氏、石坂夫人、ぼく夫婦などを、一夕招宴してくれた。室生犀星氏は微症で見えなかったが、当夜の会も愉快だった。去年は、やはりこういう顔ぶれに志賀直哉氏を加えて、改造社の山本実彦氏がきもいりの会をしてくれたが、その山本氏は今年はもう他界の人だった。そういえば、その山本実彦氏の未亡人と御子息が、ことし山荘を訪ねてくだすった日は、軽井沢特有な霧小雨の日で、実彦氏の生前ばなしが出るたびに、未亡人の瞼があからむのに胸の傷いたむおもいを共にした。」（吉川英治『随筆 新平家』, 1958年）
吉川死後には、軽井沢野間省一邸にて故吉川英治の一周忌が軽井沢の仲間内で行なわれている。集まった人物は、円地文子、生沢朗（生沢徹父）、石坂洋次郎、丹羽文雄、川端康成、川口松太郎、源氏鶏太、井上靖、壺井栄、芝木好子、白川渥、水上勉、阿川弘之、井上友一郎、柴田錬三郎、石川達三、富田常雄。
2011年には、軽井沢で蕎麦店を経営していた吉川英治の孫が大麻所持容疑で逮捕されている。